# Chilongius
Chilongius is een geslacht van spinnen uit de  familie van de Prodidomidae.

## Soorten
- Chilongius eltofo Platnick, Shadab & Sorkin, 2005
- Chilongius frayjorge Platnick, Shadab & Sorkin, 2005
- Chilongius huasco Platnick, Shadab & Sorkin, 2005
- Chilongius molles Platnick, Shadab & Sorkin, 2005
- Chilongius palmas Platnick, Shadab & Sorkin, 2005